# Norbert Heß
Norbert Heß (* 11. März 1942; † 28. April 2013) war ein deutscher Fußballspieler, der in der Oberliga Südwest, Regionalliga Südwest und 2. Fußball-Bundesliga von 1961 bis 1975 für die Vereine Wormatia Worms und Borussia Neunkirchen insgesamt 371 Ligaspiele bestritten und dabei als Defensivspieler 14 Tore erzielt hat. Heß gewann mit Neunkirchen dreimal in den Jahren 1971, 1972 und 1974 die Meisterschaft in der Regionalliga Südwest und hat insgesamt noch zusätzlich 23 Spiele in vier Bundesligaaufstiegsrunden zu verzeichnen. Mit 300 Pflichtspieleinsätzen führt er die Rangliste in der zweitklassigen Regionalliga Südwest von 1963 bis 1974 an.

## Laufbahn

### Worms, 1955 bis 1968
Heß durchlief ab 1955 mit dem Eintritt in die Schülermannschaft die Jugendabteilung von Wormatia Worms und spielte nach Beendigung der Juniorenzeit 1960/61 ein Jahr bei den Rheinhessen in deren Amateurmannschaft. Ab der Saison 1961/62 gehörte er dem Ligakader der Wormatia in der erstklassigen Oberliga Südwest an. Am 27. August debütierte der Nachwuchsspieler unter Trainer Radoslav Momirski bei einem 3:1-Heimerfolg gegen SV Saar 05 in der Oberliga. Er bildete zusammen mit Hans Mechnig und Wilfried Lösch dabei die Läuferreihe im damaligen WM-System. Am 17. Dezember 1961 erlebte Heß das Debüt von Torhüter Petar Radenković im deutschen Ligafußball. Als Worms am 21. Januar 1962 das Heimspiel gegen den vorherigen Serienmeister 1. FC Kaiserslautern mit 3:1 für sich entscheiden konnte, bildete er mit Radenkovic und Mechnig das Schlussdreieck. Am Rundenende hatte das Talent aus den eigenen Reihen in seiner ersten Saison in der Oberliga Südwest 19 Spiele absolviert und die Wormatia belegte den 5. Rang. Mit dem zweiten Oberligajahr von Heß, 1962/63, endete die Ära der Erstklassigkeit der Regionalverbände, ab der Saison 1963/64 startete im DFB mit der zentralen Fußball-Bundesliga erstmals eine Ligaspitze in einer deutschlandweiten Staffel. Der 1. FC Kaiserslautern wurde mit 47:13 Punkten Meister, Borussia Neunkirchen, FK Pirmasens, Worms und der 1. FC Saarbrücken stritten sich dahinter um die Vizemeisterschaft und damit zum letztmaligen Einzug in die Endrunde um die deutsche Fußballmeisterschaft. Neunkirchen zog punktgleich gegenüber Pirmasens und Worms als Vizemeister in die Endrunde ein. Heß hatte in 25 Ligaspielen am Erreichen des 4. Ranges mitgewirkt. Srbeljub Krivokuca hatte in allen 30 Spielen das Tor gehütet und in der Offensive hatten Harald Braner (18 Tore), Reinhold Straus (16) und Walter Dächert (8) am besten getroffen. Für die Wormatia reichte es nicht zur Aufnahme in die Bundesliga und Heß startete somit 1963/64 mit seinem Verein in der neuen Zweitklassigkeit der Regionalliga Südwest.
Es gab zum Start der neuen Ligakonstellation in Worms ein reges kommen und gehen: Die Abgänge von Braner, Dächert und Straus sollten durch die Zugänge Lothar Buchmann, Dieter Bedürftig, Dieter Franzreb, Dieter Kraft, Horst Schlagowski, Slavko Stojanovic (Torhüter) und Wolfgang Wittemaier kompensiert werden, das Rundenziel war die Teilnahme an der Bundesligaaufstiegsrunde. Der Verein für Rasenspiele lieferte sich mit Borussia Neunkirchen und dem FK Pirmasens – bei beiden Vereinen war die Nichtberücksichtigung in die Bundesliga umstritten- einen engen Kampf um die zwei Plätze für die erste Aufstiegsrunde. Defensivallrounder Heß bestritt alle 34 Rundenspiele und die Rot-Weißen landeten mit 58:18 Punkten auf dem 3. Rang. Zwei Punkte hinter Meister Neunkirchen, einen Punkte hinter Pirmasens als Vizemeister.
In der folgenden Runde – 1964/65 – holte Worms unter Momirski-Nachfolger Nándor Lengyel hinter dem Bundesligaabsteiger und neuem Meister, 1. FC Saarbrücken, die Vizemeisterschaft und zog damit in die Aufstiegsrunde zur Fußball-Bundesliga 1965 ein. Heß war in 25 (1 Tor) Ligaspielen aufgelaufen. In allen sechs Spielen der Aufstiegsrunde kam das Eigengewächs sodann zum Einsatz. Gleich im Startspiel erlebte er mit seinen Mannschaftskollegen die Offensivkraft des Westmeisters Borussia Mönchengladbach. Der Gladbacher Angriff um Herbert Laumen, Jupp Heynckes, Bernd Rupp, Günter Netzer und Werner Waddey setzte sich in Worms mit 5:1 Toren durch. Der 4:3-Auswärtserfolg bei Nordmeister Holstein Kiel überraschte am 13. Juni und das 1:1-Remis am 26. Juni 1965 auf dem Bökelberg in Mönchengladbach vor 35.000 aufstiegsfrohen Zuschauern war eine beachtliche Leistung am Schlusstag der Aufstiegsrunde. Heß war sowohl als Außenverteidiger wie auch als Außenläufer zum Einsatz gekommen.
In den folgenden drei Runden kam Worms nicht mehr an die vorderen Plätze heran, sank 1967 und 1968 sogar ins untere Mittelfeld der Tabelle ab. Heß hatte sich längst zum Leistungsträger entwickelt und war auch am 16. Juni 1968 beim Jubiläumsspiel der Wormatia zum 60-Jährigen gegen Eintracht Frankfurt (2:3) aufgelaufen. Zur Saison 1968/69 unterschrieb er beim Bundesligaabsteiger Borussia Neunkirchen einen neuen Vertrag und wechselte in das Saarland.

### Neunkirchen, 1968 bis 1978
Bei den Schwarz-Weißen vom Ellenfeldstadion versuchte man nach dem Bundesligaabstieg die Abgänge von Wolfgang Gayer, Peter Czernotzky, Günter Kuntz, Hans Linsenmaier, Jürgen Rohweder, Jürgen Wingert und dem Laufbahnende von Erich Leist mit dem überschaubaren Kreis der Neuzugänge um Emil Braß (FC 08 Homburg), Ljubomir Milic (FK Vojvodina Novi Sad) und Hans Hauser (VfR Kaiserslautern) neben Heß zu begegnen und baute noch auf die zwei Übernahmen Heinz-Jürgen Henkes und Hans-Günter Müller aus der eigenen Amateurmannschaft. Im Rundenverlauf stellte sich aber der sportliche Verlust der Abgänge aus dem Sommer 1968 als so gravierend heraus, dass die Leistung von Heß in seinen 28 Ligaeinsätzen (1 Tor) nicht im Ansatz ausreichen konnte, um trotzdem an der Tabellenspitze mitzuspielen. Zwar führten die Borussen mit 27:3 Punkten die Heimtabelle an, aber mit einer Auswärtsbilanz von 10:20 Zählern waren die Schwarz-Weißen nicht konkurrenzfähig im Kampf um die Tabellenspitze. Heß hatte bei der Borussia am 1. September 1968 beim 0:0-Heimremis gegen den FK Pirmasens sein Ligadebüt gegeben. Vor Torhüter Hauser hatte er mit Gerd Regitz das Verteidigerpaar gebildet. Im zweiten Neunkirchner Jahr, 1969/70, gehörte er auch unter dem neuen Trainer Kurt Sommerlatt wieder mit 29 Einsätzen zum festen Kreis der Stammspieler, aber mehr als der erreichte vierte Rang stimmten die Leistungen der Neuzugänge Horst Brand (17 Tore) und Gerd Zewe zuversichtlich. Tatsächlich setzte sich Neunkirchen 1970/71 im Südwesten durch und Heß gewann die erste Regionalliga-Meisterschaft. Krankheitsbedingt hatte er in der Verbandsrunde nur 19 Spiele bestreiten können. In der Aufstiegsrunde stand er aber für das Team von Trainer Sommerlatt in allen acht Begegnungen gegen die Konkurrenten Fortuna Düsseldorf, FC St. Pauli, 1. FC Nürnberg und Wacker 04 Berlin auf dem Platz. Mit 9:7 Punkten belegte der Südwestmeister hinter Aufsteiger Düsseldorf den zweiten Platz. Vor 32.000 Zuschauern starteten Heß und seine Mannschaftskollegen Willi Ertz (Torhüter), Gerd Schley, Heinz Histing, Werner Martin, Heinz-Jürgen Henkes, Erich Hermesdorf, Gerd Zewe, Jochen Dries, Horst Brand und Ludwig Lang am 26. Mai 1971 mit einem 1:0-Heimerfolg gegen den 1. FC Nürnberg in die Aufstiegsrunde. Mit einem 2:2-Heimremis gegen Fortuna Düsseldorf endete die Runde am 27. Juni, wobei Heß unter anderem die Offensivqualitäten von Reiner Geye und Dieter Herzog erfahren durfte.
Mit dem neuen Trainer Alfred Preißler glückte 1971/72 im Südwesten die Titelverteidigung, in der Bundesligaaufstiegsrunde gelang aber wiederum nicht die Rückkehr in die Bundesliga. Im letzten Jahr des alten zweitklassigen Regionalligasystems, 1973/74, konnte Heß mit den Borussen seine dritte Meisterschaft feiern. Aber auch unter Trainer Erwin Türk war die Hürde der Aufstiegsrunde zu hoch, der Südwestmeister landete mit 7:9 Punkten auf dem 4. Rang. Nach insgesamt 300 Regionalligaeinsätzen und 23 Spielen in der Bundesligaaufstiegsrunde, war für Heß diese Ära im Sommer 1974 beendet.
Neunkirchen war für die neue 2. Fußball-Bundesliga zur Startsaison 1974/75 qualifiziert und der 32-jährige Abwehrstratege debütierte als Senior und Spielführer am 21. August 1974 bei einer 1:3-Auswärtsniederlage beim FC Augsburg in der neuen Liga. Durch die finanziell begrenzten Möglichkeiten war die dementsprechend bescheiden ausgefallene Kaderverstärkung – Spieler vom FV Eppelborn, Sportfreunde Saarbrücken, VfB Theley – im Rundenverlauf nicht ausreichend um den Klassenerhalt realisieren zu können. Mit 28:48 Punkten stieg Borussia Neunkirchen auf dem 18. Platz rangierend im Sommer 1975 in das Amateurlager ab. Heß verabschiedete sich mit einer 3:5-Auswärtsniederlage am 15. Juni 1975 beim FK Pirmasens aus der 2. Bundesliga. Der Mannschaftskapitän war nochmals in 27 Ligaspielen für Neunkirchen aufgelaufen. In der Amateurliga Saarland beendete er seine Laufbahn.